# Jean Le Berre (architecte-urbaniste)
Pour les articles homonymes, voir Jean Le Berre et Le Berre.
Jean Le Berre, né à Quimper le 11 juillet 1930 et mort à Rennes le 24 septembre 1981, est un architecte et urbaniste français, diplômé de l’Ecole des Beaux-Arts de Paris en 1965.

## Biographie
Jean Le Berre entre à l’École régionale d’Architecture de Rennes en 1949. En 1962, avec cinq autres architectes, il crée L’Atelier d’urbanisme et d’architecture de Rennes, sous la forme d’une société civile coopérative d’architectes. Ce modèle d’organisation, se développant chez les géomètres-experts et les sociétés de HLM, est rare chez les architectes, l’agence la plus connue étant L’Atelier d’urbanisme et d’architecture de Paris créé par l’urbaniste Jacques Allégret en 1959,. 
En 1967, associé à l’architecte Jean Le Couteur et en partenariat avec le Comité d'expansion économique de la Cornouaille (CECOR), il est choisi par le Ministère de l’équipement pour mener les réflexions autour du futur schéma de structure du Finistère Sud. Le Finistère est alors pilote des schémas d’aménagement du territoire engagés par la Délégation à l’aménagement du territoire (DATAR) créée en 1962. Ce schéma aboutira à la mise en œuvre du plan routier breton et à l’étude d’aménagement du port de plaisance de La Forêt Fouesnant et du littoral. 
De 1969 à 1972, il réalise les maquettes et le projet du futur Port La Forêt. Le projet prévoit alors un port en eau profonde et une ville close au centre de l’anse. Avec le maire, Henri Le Rest, il travaille avec le fondateur de l’Ecole des Glénan, Henri Desjoyeaux, et l’architecte Jean Le Couteur.  
Dans les années 1970, l’architecte-urbaniste a développé également une activité en Algérie. Pour la Société des Travaux Routiers et de Maintenance de la Wilaya de Tlemcen, il crée une usine de préfabriqués pour réaliser plus de 4000 logements dans la zone d’habitat urbaine nouvelle de Kiffane. Pour le Centre national d’Assistance technique (CNAT), l’agence réalise la première Série nationale des prix du bâtiment en Algérie. 
En 1973, il crée l’AUA Jean Le Berre. Il l’installe dans le Château de Lillion. Le lieu accueille des architectes d’une plus jeune génération, notamment Jean Guervilly. L’agence travaille avec des artistes et des designers, notamment le sculpteur Francis Pellerin, le sculpteur Paul Griot, le peintre François Gurbert ou la designer Pernette Martin dite Perriand. Sur le plan technique, ses recherches portent sur les nouvelles technologies, les nouveaux matériaux et les nouvelles énergies. Il travaille avec l’architecte et ingénieur Stéphane du Château (1909-1999), mondialement connu pour ses études sur les structures spatiales. A Rennes, le Centre Culture Le Triangle, dont il est l’architecte, est le premier bâtiment public de France à être chauffé/rafraîchi avec des pompes à chaleur. Ce lieu culturel est alors l’équipement culturel emblématique des projets de la nouvelle équipe municipale emmenée par Edmond Hervé. A Rennes, l’agence a également réalisé le Centre Social 18.
À son décès en 1981, l’AUA Jean Le Berre est l’une des plus importantes de la région.